# گوریجان
گوریجان (به لاتین: Goričan) یک منطقهٔ مسکونی در کرواسی است که در شهرستان مجیموریه واقع شده‌است. گوریجان ۲۱٫۵۰ کیلومتر مربع مساحت و ۲٬۸۲۳ نفر جمعیت دارد.